# Курган Бессмертия (Полоцк)
Мемориальный комплекс «Курган Бессмертия» (бел. Курган Бессмяротнасці) — мемориальный комплекс в городе Полоцке Витебской области Белоруссии.

## История и описание
Мемориальный комплекс «Курган Бессмертия» был создан в 1966 году в память о погибших советских воинах, жителях города Полоцка, Белоруссии в борьбе с немецкими захватчиками в годы Великой Отечественной войны. Курган Бессмертия расположен в южной части города Полоцка, на левом берегу Западной Двины, где шли кровопролитные бои и сражения. В Кургане находится земля, привезённая из братских могил Полотчины, Оршанского, Глубокского, Лепельского, Верхнедвинского, Россонского и других районов, расположенных в Белоруссии, из Брестской крепости, городов Витебска, Минска, из городов Российской Федерации, с кладбища советских воинов в Праге. Мемориальный комплекс «Курган Бессмертия» был торжественно открыт 3 июля 1966 года, у подножия Кургана Герои Советского Союза Виктор Иванович Еронько, Борис Владимирович Гетц, Зинаида Михайловна Туснолобова-Марченко зажгли Вечный огонь.
Высота Кургана Бессмертия десять метров, 2500 кубометров земли было заложено в Курган. Автор мемориального комплекса: архитектор города Полоцка Глазунов Николай Петрович.
У подножия Кургана, возле Вечного огня установлены мраморные плиты, на которых высечен текст. На одной написано: «Благодарное Отечество будет вечно гордиться бесстрашными подвигами своих отважных сыновей и дочерей, павших в боях за независимость социалистической Родины», на другой: «Под этой плитой 8 июня 1966 года при закладке Кургана Бессмертия замуровано завещание потомкам. Вскрыть в 2017 году, в дни столетия советской власти». На вершине Кургана Бессмертия факел, который зажигают по праздникам в память о погибших в годы Великой Отечественной войны. Недалеко от мемориального комплекса «Курган Бессмертия» в 1967 году был разбит парк имени «50-летия Советской власти». В этом парке в 1971 году был создан Музей боевой славы и в этом же году была открыта экспозиция музея.
В 2013 году к Дню Великой Победы мемориальный комплекс «Курган Бессмертия» реконструировали. Появилась лестница, ведущая к факелу на вершине кургана, Вечный огонь будет вырываться из звезды.